# Јован Бартула
Јован Бартула, (Барник код Сокоца, 9. новембар 1950) пуковник Војске Републике Српске у пензији.

## Биографија
Гимназију је завршио 1969. у Сокоцу, Војну академију копнене војске, смјер земаљска артиљерија, 1973. у Задру, а Командно-штабну школу тактике копнене војске 1989. године. Службовао је у гарнизонима Високо, Мостар и Кисељак. Службу у ЈНА завршио је на дужности команданта 4. мјешовитог противокпопног артиљеријског пука, $. корпуса ЈНА, у чину потпуковника. У ВРС је био од дана њеног оснивања до пензионисања, 28. фебруара 2002. У току Одбрамбено-отаџбинског рата 1992—1995. био је командант 4. мјешовитог противоклопног артиљеријског пука, командант тактичке групе и начелник артиљерије у органу родова у команди Сарајевско-романијског корпуса, а послије рата начелник артиљерије у органу родова у команди корпуса и Генералштабу ВРС. У чин пуковника унапријеђен је ванредно, 7. октобра 1993.

## Одликовања и признања
Одликован у ЈНА:
- Орден за војне заслуге са сребрним мачевима
- Орден рада са сребрним вијенцем

Одликован у ВРС:
- Орден Карађорђеве звијезде III реда.